# أسبقران
أسبقران هي قرية في مقاطعة سراب، إيران. عدد سكان هذه القرية هو 269 في سنة 2006.